# سونی اریکسون کا۸۰۰
سونی اریکسون کا۸۰۰/کا۷۹۰(Sony Ericsson K800/K790)دو مدل تلفن همراه بودند که مشابه هم بودند ( و فقط برخی از مشخصاتشان کمی متفاوت بود)، در جولای سال ۲۰۰۶ میلادی، عرضه شدند.( البته در جولای ۲۰۰۶ ،K800 در بریتانیا عرضه شد و ممکن است در برخی از کشور ها زمان عرضه اش متفاوت باشد). این دو گوشی ،جانشین Sony Ericsson K750i هستند. هر دو گوشی دارای دوربین دیجیتال ۳.۲ مگاپیکسلی با فلاش زنون، پوشش محافظ لنز و ویژگی جدید براکت BestPic هستند و اولین گوشی‌هایی هستند که با نام تجاری سایبرشات  ( به انگلیسی : Cyber-Shot) ،( نام برخی از دوربین های سونی در آن زمان ) برچسب گذاری شده‌اند. ویژگی جدید "BestPic" 9 عکس فوری با کیفیت کامل از یک سوژه به صورت متوالی عکس می گیرد و به کاربر امکان می دهد بهترین عکس ها را از بین آنها انتخاب کند. در بخش سرگرمی، تلفن‌ها دارای پخش‌کننده رسانه‌ای هستند که از فایل‌های موسیقی MP3، AAC/AAC+/eAAC+ و WMA و فایل‌های ویدیویی 3GP/MPEG-4 پشتیبانی می‌کنند. این تلفن‌ها همچنین دارای رادیو RDS FM و اسلات Memory Stick Micro (M2) برای حافظه حالت جامد قابل ارتقا (تا 2 گیگابایت) هستند. مدل‌های K790/K800 همچنین اولین تلفن‌های همراه سونی اریکسون هستند که از موتور گرافیکی Imageon 2192 ATI استفاده می‌کنند، که گرافیک بازی سه‌بعدی کامل را برای جاوا و پشتیبانی کامل از دوربین ۳.۲ مگاپیکسلی آن ارائه می‌کنند. این تلفن همراه ، مورد استفاده توسط جیمز باند در فیلم و تریلرهای کازینو رویال سال  ۲۰۰۶. تفاوت مهم این دو گوشی ، این است که کا۸۰۰ دوربین ۲ مگاپیکسلی برای برقراری مکالمه ی تصویری داشت اما ، کا۷۹۰  دوربین مکالمه ی تصویری نداشت.